# NEVERMIND!!
NEVERMIND!!（ネバー・マインド）は、FM-FUJIで2009年から2011年まで放送されていたラジオ番組。
前日まで9年間放送されていた「RADICAL LEAGUE」を引き継ぐ形として、2009年4月1日よりスタート。東京・代々木にあるSTUDIO ViViDから生放送され、5組のパーソナリティが日替わりで出演。リスナー参加型コーナーなどのほか、22時台にはゲストも連日出演していた。なお、各曜日に毎回異なるテーマが設定され、テーマは番組内で発表されていた。
USTREAMによる全世界へ同時配信がされており、パソコン・iPhoneからも視聴できた。USTREAMからのみ月 - 木曜日の放送終了後（24:00 - ）数分間は番外編として配信していた。
2011年3月31日をもって番組終了、2年の歴史に幕を下ろした。

## 放送時間
- 月 - 金曜　21:00 - 24:00（JST）

## パーソナリティ
（放送終了時点）
- 月曜日：タイムマシーン3号（山本浩司・関太）2010年4月5日 - 2011年3月28日
- 火曜日：マシンガンズ（滝沢秀一・西堀亮）
- 水曜日：ななめ45°（岡安章介・土谷隼人・下池輝明）
- 木曜日：波田陽区
- 金曜日：かながわIQ

過去
- 月曜日：清水宏 - 2009年4月6日 - 2010年3月29日。清水宏はNEVERMIND!!放送開始から初の交代となった。

## 各曜日の陣容・タイムテーブル

### 放送終了時点

#### 月曜日・タイムマシーン3号の代々木マンデーズ
- 21:40 - チョイス！来週の予告！
- 22:00 - 　（ゲストコーナー）
- 22:40 - 21世紀遺産
- 23:00 - 代々木のおじさん

#### 火曜日・マシンガンズのミラクルボーイ・ミラクルガール
マシンガンズの過激なトークと参加型コーナーが満載のほか、太田プロダクション所属の若手芸人も出演。
- 21:00 -
  - 物の気持ち!
  - ○○以上○○未満
- 22:00 - ミラクル・アーティスト（ゲストコーナー）
- 23:00 -ミラクルスター誕生

#### 水曜日・ななめ45°　レディオ de カーニバル
- 21:00 - 下池の最近どう？
- 21:40 - ABCDいーわーけー！
- 22:00 - LABA―LABAグリーン車（ゲストコーナー）
- 22:40 - bubble bubble bubbleフジヤマ東京！！
- 23:00 - LOVE LOVE LOVE〜章介の恋の意味〜（岡安章介による恋愛コーナー）
- 23:20 - 山梨ジャマイカ計画！！

#### 木曜日・波田陽区の裏までテキーラ
実験的コーナーの多さもさることながら、時にはスタジオを飛び出して罰ゲーム中継を行うなど、スペシャル企画が多いのが特徴。
- 21:20 - テキーラスポーツ
- 21:40 - かんたの成長日記
- 22:00 - 喫茶よよぎ～の（ゲストコーナー）
- 22:40 - 民の壁
- 23:00 - メゾン・テキーラ
- 23:15 - 忍ぶ会
- 23:25 - ちょっと聞いてよトミナガさん
- 23:40 - いきなり決勝戦！
- 23:55 - 宇宙に夢中！

#### 金曜日・かながわIQのGALACTICA GOLDENBALL
- 21:20 - IQ'S TRANS-AM
- 21:40 - IQ'S 000(オーズと読む、リスナーとの電話コーナー)
- 22:00 - GALACTICA MUSIC-BALL（ゲストコーナー）
- 22:40 - TOPICAL FEVER(ネタコーナー)
- 23:00 - GIGANTIC ASTRAEA（アイドルゲストコーナー）

### 過去の放送内容

#### 月曜日・清水宏の9時からの場外乱闘〜明日のことはここでDo!
- 21:00 -「セレブ1週間」「株式会社ガチマン」[4]
- 22:00 -「MUSIC MIND」（ゲストコーナー）
- 23:00 -「ポジティブ恋愛日記」「勝手に予告編」